# The Archies
The Archies是一個美國虛擬車庫搖滾樂團，由美國電視卡通節目《The Archie Show》裡的一群青少年卡通人物Archie Andrews、Reggie Mantle、Jughead Jones、Veronica Lodge、Betty Cooper組成。通過虛擬樂團的形式，該團體在現實世界也大獲成功。
該虛擬樂團的音樂由Ron Dante獻聲，並發行一系列的單曲和專輯。該團體最成功的歌曲《Sugar, Sugar》成為1968年至1972年間最熱門的口香糖音樂類型的歌曲之一。

## 音樂作品

### 專輯
- 《The Archies》（1968）

- 《Everything's Archie》（1969）
- 《Jingle Jangle》（1969）
- 《Sunshine》（1970）
- 《The Archies Greatest Hits》（1970）
- 《This Is Love》（1971）
- 《The Archies Christmas Album》（2008）

### 單曲
- 《Bang-Shang-A-Lang》（1968）
- 《Feelin' So Good (S.K.O.O.B.Y.-D.O.O.)》（1968）
- 《Sugar, Sugar》（1969）
- 《Jingle Jangle》（1969）
- 《Who's Your Baby》（1970）
- 《Sunshine》（1970）
- 《Together We Two》（1970）
- 《This Is Love》（1971）
- 《A Summer Prayer For Peace》（1971）
- 《Love Is Living In You》（1972）
- 《Strangers In The Morning》（1972）

## 外部連結
- Ron Dante（页面存档备份，存于）
- The Archies（页面存档备份，存于）